# سالي روني
سالي روني (بالإنجليزية: Sally Rooney)‏ (20 فبراير 1991 في جمهورية أيرلندا)؛ روائية أيرلندية. درست في كلية الثالوث. نُشرت أول روايتين لروني «المحادثات مع الأصدقاء» عام 2017 و«أشخاص عاديون» عام 2018 وتم تحويل شخصيات رواية «أشخاص عاديون» إلى سلسلة بثتها «بي بي سي» لعام 2020. تصدرت روايتها «أيها العالم الجميل، أين أنت» لعام 2021 قائمة الكتب الأكثر انتشارا لشهر أيلول/سبتمبر لعام 2021 في المملكة المتحدة وأيرلندا حسب «نيويورك تايمز».

## أنشطتها
رفضت روني محاولة ترجمة روايتها «أيها العالم الجميل، أين أنت» من قبل دار نشر إسرائيلية تسمى «مودان». وتابعت «في غضون ذلك، أود أن أعبر مرة أخرى عن تضامني مع الشعب الفلسطيني في نضاله من أجل الحرية والعدالة والمساواة». ووقعت الكاتبة الشابة على خطاب مفتوح دعت فيه إلى «إنهاء الدعم الذي تقدمه القوى العالمية لإسرائيل وجيشها، خاصة الولايات المتحدة»، كما حثت الحكومات على «قطع العلاقات التجارية والاقتصادية والثقافية» مع إسرائيل. فقامت مكتبات «ستمتزكي» الإسرائيلية مع 130 فرعاً، بحذف أعمال روني من موقعها ومن بينها الكتاب الأخير «أين أنت أيها العالم الجميل؟». أما دار نشر «تزوميت سفاريم» التي تملك نحو 90 فرعاً، فتوقفت عن تسويق كتاب روني «أشخاص عاديون» الصادر في العام 2018 عبر الإنترنت.

## جوائز أدبية
حصلت روني على 4 جوائز أدبية في المملكة المتحدة، بما في ذلك جائزة الكاتب الشاب السنوية التي قدمتها صحيفة «صنداي تايمز» عام 2017، وجائزة «كوستا» للكتاب عام 2018.

## روايات
- Conversations with Friends. London: Faber and Faber. 2017. ISBN:9780571333127.
- Normal People. London: Faber and Faber. 2018. ISBN:9780571334643.
- أيُّها العالم الجميل، أين أنتَ [(بالإنجليزية: Beautiful World, Where Are You)‏]. ترجمة: أحمد جمال سعد الدين (ط. الأولى). بيروت: دار الآداب للنشر والتوزيع. 2023 [2021]. ISBN:9789953897424.

## روابط خارجية
- سالي روني على موقع IMDb (الإنجليزية)
- سالي روني على موقع مونزينجر (الألمانية)
- سالي روني على موقع قاعدة بيانات الفيلم (الإنجليزية)